# 松山オートランド
松山オートランド（まつやまオートランド）は、かつて愛媛県松山市に存在した約1ha程度のコンパクトなミニバイクサーキットである。

2018年4月1日をもって閉鎖。

## 特徴
ストレートが短く、複合コーナーが連続するテクニカルコース。バイクの性能よりもライダーの技量が問われる難コースである。スピードが乗りにくいため、入門者にも安全でハードルが低い。とは言え、それだけテクニックも要求される。
- コース全長：約500m
- 最大直線長：約70m
- 高低差：約2m
- 最大幅員：約9m

## その他
藤岡祐三や玉田誠など、有名ライダーのホームサーキットであったことでも有名である。